# Mauricio Pinilla
Mauricio Ricardo Pinilla Ferrera (* 4. února 1984) je bývalý chilský profesionální fotbalista, který hrál na pozici útočníka.

## Klubová kariéra

### Počátek kariéry
Pinilla se narodil v Santiagu de Chile a svou kariéru začal v klubu Universidad de Chile. V roce 2003 podepsal pětiletou smlouvu s italským klubem FC Inter Milán.
Okamžitě byl však prodán do jiného klubu Serie A, ChievoVerona (který získal 50 % práv na hráče) a na sezónu 2003/04 odešel na hostování do týmu La Ligy Celta de Vigo, kde ovšem nedokázal skórovat v celkem 12 ligových zápasech.

### Hostování
V červenci 2004 Sporting CP koupil 50 % jeho hráčských práv. Pinilla většinu sezóny strávil v nedobré formě a nakonec ji zakončil s pěti góly, ačkoli vstřelil hattrick při výhře 3:0 proti SC Braga 1. května 2005.
Ve Sportingu se však nemohl plně prosadit a v lednu 2006 odešel na hostování. Sezónu dohrál v Racing de Santander. Dne 26. února 2006 zde vstřelil svůj jediný gól, když proměnil pokutový kop při remíze 2:2 na hřišti Deportiva Alavés.
V sezóně 2006/07 byl Pinilla opět poslán na hostování, tentokrát do Heart of Midlothian. Jeho působení v edinburském klubu bylo sužováno zraněními, což mělo za následek, že za první tým si zahrál jen párkrát; v únoru 2007 se vrátil do Universidad de Chile.
Pinilla se vrátil do Hearts na trénink před sezónou 2007/08, kdy Hearts vykoupili polovinu jeho práv. Situaci však zkomplikovala skrytá zlomenina člunkovité kosti, již utrpěl ještě v Chile a která jej nakonec vyřadila na dalších šest týdnů.
Dne 9. ledna 2008 bylo oznámeno, že Pinilla utrpěl tréninkové zranění, které ho vyřadilo na zbytek sezóny. Dne 6. května jeho agent oznámil, že hráč podepsal smlouvu, na základě níž zůstane v Tynecastle Parku až do roku 2011, nicméně 1. července Hearts oznámili, že útočníka uvolnili.
Pinilla přestoupil do brazilského týmu Vasco da Gama na začátku září 2008 a podepsal zde smlouvu do konce sezóny. První zápas za nový klub odehrál při domácí porážce 0:1 v derby s Flamengem.
Poté, co Vasco da Gama sestoupilo do Série B, Pinilla přestoupil do kyperského Apollonu Limassol jako volný hráč.

### Návrat do Itálie
Pinilla se vrátil do Itálie v srpnu 2009 a přestoupil do klubu Serie B US Grosseto 1912 jako volný hráč. V toskánském klubu se jeho kdysi slibná kariéra vrátila do starých kolejí, když vstřelil 24 gólů ve 24 zápasech – včetně série 12 po sobě jdoucích zápasů, což je rekord soutěže – a dokončil sezónu jako druhý nejlepší střelec, přestože vynechal více než třetinu zápasů kvůli různým zraněním.
V červnu 2010 oznámil klub Palermo SSD, že s Pinillou podepsal smlouvu. Ve svých prvních 12 zápasech vstřelil Pinilla pět ligových gólů a byl důležitým útočníkem týmu, v němž nastupoval společně s Abelem Hernándezem, Massimem Maccaronem a Fabrizim Miccolim.
Dne 11. září 2011 v úvodním utkání sezóny Pinilla jako střídající hráč vstřelil gól na 4:2 proti svému bývalému týmu Interu, při konečném domácím vítězství 4:3. Dne 25. ledna následujícího roku byl poslán na hostování do Cagliari Calcio ve stejné lize, s červnovou opcí na trvalý přestup.
Pinilla přestoupil do Cagliari natrvalo dne 2. července 2012. O dva roky později, po průměrných sedmi ligových gólech za sezónu, přestoupil do Janova CFC na 3 roky.
Během hostování v Atalantě BC vstřelil Pinilla 4. dubna 2015 pravděpodobně jeden z nejlepších gólů sezóny, přímý kop při domácí prohře 1:2 s Turínem FC. Během svého pětiměsíčního působení přidal dalších pět branek a pomohl týmu udržet se na nesestupovém 17. místě.
Dne 5. ledna 2017 se Pinilla vrátil do Janova na hostování se závazkem odkoupení, kde nahradil Leonarda Pavolettiho, který odešel do SSC Neapol.

### Návrat do Chile
Dne 21. července 2017 (ve věku 33 let) Pinilla ukončil smlouvu s Janovem a vrátil se do Universidad de Chile. Kariéru ukončil v únoru 2021 po dvouletém působení v Coquimbo Unido, které na konci sezóny 2020 sestoupilo z chilské Primera División.

## Reprezentační kariéra
Pinilla odehrál první ze svých 45 zápasů za chilskou reprezentaci 30. března 2003 v přátelském utkání proti Peru, kde také vstřelil gól na konečných 2:0 hlavičkou a později vedl svou zemi v kvalifikaci na Mistrovství světa ve fotbale 2006, kde vstřelil tři branky. Nicméně 27. února 2007, během hostování v Universidad de Chile, byl zachycen v hotelu s Maríou José Lópezovou, modelkou a manželkou kapitána národního týmu Luise Antonia Jiméneze.
Pinilla následně oznámil své rozhodnutí odejít z mezinárodní scény. V srpnu 2010 se však vrátil do reprezentace, když jej povolal trenér Marcel Bielsa pro exhibiční zápas s Ukrajinou. Měl také nastoupit v zápase proti Uruguayi v listopadu následujícího roku, ale byl odvolán kvůli zranění.
Pinilla byl vybrán do chilského týmu pro Mistrovství světa ve fotbale 2014 v Brazílii. Na turnaji debutoval 14. června, kdy odehrál dvě minuty při vítězství 3:1 ve skupině nad Austrálií a podílel se na gólu Jeana Beausejoura. Jako žolík z lavičky se objevil v osmifinále proti domácím Brazilcům: jeho střela ze 119. minuty trefila břevno a za stavu 1:1 se pokračovalo do penaltového rozstřelu. V rozstřelu penaltu neproměnil, a nechtěně tak přispěl k chilskému vyřazení.
Pinilla byl členem týmu, který v roce 2015 vyhrál domácí Copa América. Dne 29. března 2016 společně s Arturem Vidalem skórovali dvakrát při venkovní výhře nad Venezuelou 4:1 v kvalifikaci na Mistrovství světa ve fotbale 2018.

## Po kariéře
V březnu 2021 Pinilla začal pracovat v ESPN Chile jako komentátor a analytik spolu s kolegou a také bývalým fotbalistou Marcelem Espinou. Ve stejném roce odešel do Televisión Nacional de Chile jako moderátor nefotbalových pořadů.

## Osobní život
Pinillův synovec, Felipe Miranda, hrál mládežnický fotbal za Colo-Colo, v té době byl také sledován Palermem.

## Statistiky

### Klubové
Platí k 3. prosinci 2017.
| Klub                             | Sezóna            | Liga   | Liga | Národní pohár | Národní pohár | Ligový pohár | Ligový pohár | Kontinentální | Kontinentální | Celkově | Celkově |
| Klub                             | Sezóna            | Zápasy | Góly | Zápasy        | Góly          | Zápasy       | Góly         | Zápasy        | Góly          | Zápasy  | Góly    |
| -------------------------------- | ----------------- | ------ | ---- | ------------- | ------------- | ------------ | ------------ | ------------- | ------------- | ------- | ------- |
| Universidad de Chile             | 2002              | 25     | 10   | —             | —             | —            | —            | —             | —             | 25      | 10      |
| Universidad de Chile             | 2003              | 14     | 10   | —             | —             | —            | —            | —             | —             | 14      | 10      |
| Universidad de Chile             | Celkově           | 39     | 20   | —             | —             | —            | —            | —             | —             | 39      | 20      |
| Inter Milán                      | 2003/04           | 0      | 0    | —             | —             | —            | —            | —             | —             | 0       | 0       |
| Chievo (hostování)               | 2003/04           | 6      | 0    | 2             | 0             | —            | —            | —             | —             | 8       | 0       |
| Celta (hostování)                | 2003/04           | 6      | 0    | 2             | 2             | —            | —            | 2             | 0             | 10      | 2       |
| Sporting CP                      | 2004/05           | 16     | 5    | 1             | 0             | —            | —            | 4             | 1             | 21      | 6       |
| Sporting CP                      | 2005/06           | 4      | 0    | 0             | 0             | —            | —            | 3             | 1             | 7       | 1       |
| Sporting CP                      | Celkově           | 20     | 5    | 1             | 0             | —            | —            | 7             | 2             | 28      | 7       |
| Racing de Santander (hostování)  | 2005/06           | 13     | 1    | —             | —             | —            | —            | —             | —             | 13      | 1       |
| Hearts (hostování)               | 2006/07           | 3      | 2    | 0             | 0             | 0            | 0            | 3             | 0             | 6       | 2       |
| Universidad de Chile (hostování) | Apertura 2007     | 4      | 2    | —             | —             | —            | —            | —             | —             | 4       | 2       |
| Hearts                           | 2007/08           | 2      | 0    | —             | —             | 0            | 0            | —             | —             | 2       | 0       |
| Vasco da Gama                    | 2008              | 3      | 0    | —             | —             | —            | —            | —             | —             | 3       | 0       |
| Apollon Limassol                 | 2008/09           | 5      | 2    | —             | —             | —            | —            | —             | —             | 5       | 2       |
| Grosseto                         | 2009/10           | 24     | 24   | 1             | 0             | —            | —            | —             | —             | 25      | 24      |
| Palermo                          | 2010/11           | 22     | 8    | 3             | 0             | —            | —            | 6             | 1             | 31      | 9       |
| Palermo                          | 2011/12           | 13     | 2    | 0             | 0             | —            | —            | 1             | 0             | 14      | 2       |
| Palermo                          | Celkově           | 35     | 10   | 3             | 0             | —            | —            | 7             | 1             | 45      | 11      |
| Cagliari (hostování)             | 2011/12           | 14     | 8    | —             | —             | —            | —            | —             | —             | 14      | 8       |
| Cagliari                         | 2012/13           | 23     | 7    | 3             | 2             | —            | —            | —             | —             | 26      | 9       |
| Cagliari                         | 2013/14           | 26     | 7    | 1             | 1             | —            | —            | —             | —             | 27      | 8       |
| Cagliari                         | Celkově           | 49     | 14   | 4             | 3             | —            | —            | —             | —             | 54      | 17      |
| Janov                            | 2014/15           | 12     | 3    | 2             | 1             | —            | —            | —             | —             | 14      | 4       |
| Atalanta (hostování)             | 2014/15           | 14     | 6    | —             | —             | —            | —            | —             | —             | 14      | 6       |
| Atalanta                         | 2015/16           | 20     | 5    | 1             | 1             | —            | —            | —             | —             | 21      | 6       |
| Atalanta                         | 2016/17           | 4      | 1    | 0             | 0             | —            | —            | —             | —             | 4       | 1       |
| Atalanta                         | Celkově           | 24     | 6    | 1             | 1             | —            | —            | —             | —             | 25      | 6       |
| Janov                            | 2016/17           | 12     | 0    | 1             | 1             | —            | —            | —             | —             | 13      | 1       |
| Universidad de Chile             | 2017              | 11     | 7    | 4             | 2             | —            | —            | —             | —             | 15      | 9       |
| Celkově v kariéře                | Celkově v kariéře | 296    | 110  | 22            | 10            | 0            | 0            | 19            | 3             | 337     | 123     |

### Reprezentační
| Chile   | Chile  | Chile |
| Rok     | Zápasy | Góly  |
| ------- | ------ | ----- |
| 2003    | 7      | 2     |
| 2004    | 6      | 1     |
| 2005    | 5      | 2     |
| 2006    | 3      | 0     |
| 2011    | 1      | 0     |
| 2012    | 1      | 0     |
| 2013    | 1      | 0     |
| 2014    | 9      | 1     |
| 2015    | 4      | 0     |
| 2016    | 8      | 2     |
| Celkově | 45     | 8     |

### Reprezentační góly
Góly a výsledky Chile jsou vždy zapsány jako první. Góly vstřelené Mauriciem Pinillou jsou zvýrazněny.
| Gól | Datum           | Místo                                                        | Soupeř        | Skóre | Výsledek | Soutěž                                           |
| --- | --------------- | ------------------------------------------------------------ | ------------- | ----- | -------- | ------------------------------------------------ |
| 1.  | 30. března 2003 | Estadio Nacional, Santiago de Chile, Chile                   | Peru          | 2:0   | 2:0      | Přátelský zápas                                  |
| 2.  | 9. září 2003    | Estadio Nacional, Santiago de Chile, Chile                   | Peru          | 1:0   | 2:1      | Kvalifikace na Mistrovství světa ve fotbale 2006 |
| 3.  | 1. června 2004  | Estadio Polideportivo Pueblo Nuevo, San Cristóbal, Venezuela | Venezuela     | 1:0   | 1:0      | Kvalifikace na Mistrovství světa ve fotbale 2006 |
| 4.  | 9. února 2005   | Sausalito, Viña del Mar, Chile                               | Ekvádor       | 3:0   | 3:0      | Přátelský zápas                                  |
| 5.  | 30. března 2005 | Estadio Defensores del Chaco, Asunción, Paraguay             | Paraguay      | 1:2   | 1:2      | Kvalifikace na Mistrovství světa ve fotbale 2006 |
| 6.  | 4. června 2014  | Estadio Elías Figueroa Brander, Valparaíso, Chile            | Severní Irsko | 2:0   | 2:0      | Přátelský zápas                                  |
| 7.  | 29. března 2016 | Estadio Agustín Tovar, Barinas, Venezuela                    | Venezuela     | 1:1   | 4:1      | Kvalifikace na Mistrovství světa ve fotbale 2018 |
| 8.  | 29. března 2016 | Estadio Agustín Tovar, Barinas, Venezuela                    | Venezuela     | 2:1   | 4:1      | Kvalifikace na Mistrovství světa ve fotbale 2018 |

## Úspěchy
Chile
- Copa América: 2015, 2016